# Diplomatický protokol
Diplomatický protokol lze chápat ve dvou významech.
Zaprvé je diplomatický protokol označením pro standardní útvar ministerstev zahraničních věcí většiny států, který řeší otázky spojené s akreditací diplomatů, výsady a imunity, návštěvy apod. Označován bývá tento útvar právě jako diplomatický protokol (viz např. odbor Diplomatický protokol MZV ČR), či obdobně (např. Protocol Department, odbor státního protokolu apod.).
Zadruhé je diplomatický protokol soubor pravidel, zásad a formálních konvencí využívaných při oficiálním společenském styku na mezinárodní úrovni.

## Historie
Diplomatický protokol se vyskytoval již ve starověkých říších, avšak ne pod tímto názvem. První písemná úprava diplomatického protokolu proběhla na Vídeňském kongresu v roce 1815, kde byly stanoveny diplomatické hodnosti. Pro kodifikaci norem hrála posléze hlavní úlohu Organizace spojených národů, která nechala v roce 1961 vytvořit Komisí pro mezinárodní právo Vídeňskou úmluvu o diplomatických stycích.

## Prvky diplomatického protokolu
Mezi prvky diplomatického protokolu patří diplomatická ceremonie, diplomatická etiketa, diplomatické tituly, diplomatická korespondence a diplomatický šatník. Diplomatická ceremonie je oficiálním veřejným aktem diplomacie. Zahrnuje veřejné státní ceremonie, státní pohřby, předávání cen a řádů, jmenování či převzetí oficiálních dokumentů a přijetí diplomatického zástupce (tedy předání pověřovacích listin hostícímu státu). Diplomatická etiketa stanovuje pravidla, která jsou akceptovatelná pro každého pro snadnější fungování společnosti a diplomacie. Diplomatická etiketa přesně určuje, co se děje na společných setkáních státníků a jak je nutné se obléct na večeři s ambasadorem. Diplomatické tituly představují hodnosti, které diplomatům přiděluje stát. Jsou stanoveny v diplomatických smlouvách a podle nich se požívají práva a pravomoci. Diplomatická korespondence je zabezpečena zvláštní ochranou, která je dána mezinárodními smlouvami. Mezi diplomatickou korespondenci patří pověřovací odvolací listiny, deklarace a telegramy. Diplomatický protokol také stanovuje diplomatický šatník, tedy pro jaké diplomatické příležitosti musí mít diplomat konkrétní oblečení.

## Předmět diplomatického protokolu
Předmět diplomatického protokolu je definován Vídeňskou úmluvou o diplomatických stycích a dalšími mezinárodními smlouvami. Do předmětu patří formy navázání diplomatických vztahů, ukončení činnosti diplomatické mise, forma zahájení a ukončení konzulární činnosti, pravidla oficiálních návštěv představitelů států v zahraničí, diplomatické přijetí, zásady mezinárodních konferencí a summitů, způsob uzavírání mezinárodních dohod a s tím souvisejících formalit, účast na činnosti v mezinárodních vládních organizacích, způsob předávání diplomatické korespondence, určování pořadí a přednosti, udělování řádů a vyznamenání, používání symbolů při ceremoniích a oslovování oficiálních osobností a státních představitelů.

## Protokolární pořadí
Protokolární pořadí je pořadí významnosti státních funkcionářů pro účely diplomatického protokolu. V České republice toto pořadí vychází z přednosti představitelů volených před představiteli jmenovanými, představitelů s působností celostátní před představiteli regionálními, z tradic první Československé republiky a mezinárodních zvyklostí.
Obecné pořadí
1. prezident republiky
2. předseda Senátu Parlamentu České republiky
3. předseda Poslanecké sněmovny Parlamentu České republiky
4. předseda vlády České republiky
5. předseda Ústavního soudu
6. předseda Nejvyššího soudu, předseda Nejvyššího správního soudu
7. místopředsedové Senátu
8. místopředsedové Poslanecké sněmovny
9. místopředsedové vlády
10. členové vlády
11. diplomatický sbor
12. senátoři
13. poslanci
14. poslanci Evropského parlamentu zvolení v České republice